# Briare
Briare település Franciaországban, Loiret megyében. Lakosainak száma 5012 fő (2022. január 1.). Briare Gien, Châtillon-sur-Loire, Ousson-sur-Loire, Ouzouer-sur-Trézée, Saint-Brisson-sur-Loire és Saint-Firmin-sur-Loire községekkel határos.

## Népesség
A település népességének változása:
| Lakosok száma | 5140 | 6267 | 6070 | 5703 | 5748 | 5559 | 5209 | 5213 | 5212 | 5012 |
|               | 1968 | 1982 | 1990 | 2006 | 2013 | 2015 | 2017 | 2019 | 2020 | 2022 |